# The Chords (gruppo musicale britannico)
I Chords furono un gruppo musicale mod revival inglese in attività tra il 1978 e il 1981.

## Storia
Nascono a Londra nel 1978 dall'unione tra il cantante e chitarrista, Billy Hassett, il bassista, Martin Mason, il batterista Paul Halpin, e il secondo chitarrista e compositore Chris Pope, ma subito dopo la nascita del gruppo, Paul Halpin lasciò il gruppo a favore di Brett Ascott.
Le prime apparizioni in pubblico risalgono al 1979 al famoso Marquee Club di Londra, e alla BBC Radio dove registrano alcuni pezzi per l'allora famosa The Peel Sessions, il programma radiofonico del dj e conduttore, John Peel.
Iniziano una collaborazione con Jimmy Pursey, produttore discografico degli Sham 69, e con gli Undertones, ai quali fecero da gruppo spalla nei loro concerti.
Firmano un contratto discografico con la Polydor, e nel settembre del '79 esce il loro primo singolo, "Now It's Gone", che diventerà numero 63 della Official Singles Chart in poche settimane.
Nel gennaio del 1980 esce il singolo "Maybe Tomorrow", che entrerà nella TOP40 dei singoli, seguito nell'aprile dal terzo singolo, "Something's Missing" (numero 55).
So Far Away, primo ed unico album della band, esce il 24 maggio 1980, e sale subito al numero 30 della Official Albums Chart, e vi rimase per 3 settimane. L'album contiene 12 brani, tra cui "She said she said" (cover dei Beatles), oltre ai tre singoli lanciati in precedenza.
In giugno e ottobre uscirono rispettivamente "The British Way of Life" (numero 54) e "In My Street" (numero 50), quarto e quinto singolo del gruppo, mentre in novembre Billy Hassett decide di lasciare il gruppo, e al suo posto subentra Kip Herring dei The Vibrators.
Nel maggio del 1981 esce il nuovo singolo "One More Minute", che però non entra in classifica, così come "Turn Away Again", singolo uscito nell'agosto del medesimo anno. A seguito di questo flop discografico, la band decide di sciogliersi.
Nel 1986 esce "No One's Listening Anymore" album live, e nel 2002 "This Is What They Want", doppio CD compilation, entrambi sempre sotto la Polydor.

## Curiosità
- Billy Hassett e Martin Mason sono cugini.
- Chris Pope si unì al gruppo grazie ad un annuncio sulla rivista musicale New Musical Express.

## Membri

### Formazione originale
- Billy Hassett - Cantante - Chitarrista (fino al 1980)
- Chris Pope - Chitarrista
- Martin Mason - Bassista
- Brett Ascott - Batterista

### Cambi di formazione
- Kip Herring - Cantante (1980-1981)

## Discografia

### Album
- So Far Away - 1980 - Polydor

### Live
- No One's Listening Anymore - 1986 - Polydor

### Raccolte
- This Is What They Want- 2002 - Polydor

### Singoli
- Now It's Gone- 1979
- Maybe Tomorrow - 1980
- Something's Missing - 1980
- The British Way of Life - 1980
- In My Street - 1980
- One More Minute - 1981
- Turn Away Again - 1981